# Salvador (Beja)
Salvador foi uma freguesia portuguesa do Município de Beja que tinha 6,48 km² de área e 6 590 habitantes (2011), e, por isso, uma densidade populacional de 1 017 hab/km².
Foi extinta em 2013, no âmbito de uma reforma administrativa nacional, tendo sido agregada à freguesia de Santa Maria da Feira, para formar uma nova freguesia denominada União das Freguesias de Beja (Salvador e Santa Maria da Feira) da qual é a sede.

## População
| População da freguesia de Beja (Salvador) (1864 – 2011) | População da freguesia de Beja (Salvador) (1864 – 2011) | População da freguesia de Beja (Salvador) (1864 – 2011) | População da freguesia de Beja (Salvador) (1864 – 2011) | População da freguesia de Beja (Salvador) (1864 – 2011) | População da freguesia de Beja (Salvador) (1864 – 2011) | População da freguesia de Beja (Salvador) (1864 – 2011) | População da freguesia de Beja (Salvador) (1864 – 2011) | População da freguesia de Beja (Salvador) (1864 – 2011) | População da freguesia de Beja (Salvador) (1864 – 2011) | População da freguesia de Beja (Salvador) (1864 – 2011) | População da freguesia de Beja (Salvador) (1864 – 2011) | População da freguesia de Beja (Salvador) (1864 – 2011) | População da freguesia de Beja (Salvador) (1864 – 2011) | População da freguesia de Beja (Salvador) (1864 – 2011) |
| ------------------------------------------------------- | ------------------------------------------------------- | ------------------------------------------------------- | ------------------------------------------------------- | ------------------------------------------------------- | ------------------------------------------------------- | ------------------------------------------------------- | ------------------------------------------------------- | ------------------------------------------------------- | ------------------------------------------------------- | ------------------------------------------------------- | ------------------------------------------------------- | ------------------------------------------------------- | ------------------------------------------------------- | ------------------------------------------------------- |
| 1864                                                    | 1878                                                    | 1890                                                    | 1900                                                    | 1911                                                    | 1920                                                    | 1930                                                    | 1940                                                    | 1950                                                    | 1960                                                    | 1970                                                    | 1981                                                    | 1991                                                    | 2001                                                    | 2011                                                    |
| 1 241                                                   | 2 523                                                   | 1 783                                                   | 1 945                                                   | 2 477                                                   | 2 895                                                   | 3 471                                                   | 3 941                                                   | 4 438                                                   | 5 189                                                   | 4 932                                                   | 5 300                                                   | 5 412                                                   | 5 774                                                   | 6 590                                                   |

## Património
- Igreja de Nossa Senhora do Pé da Cruz
- Sala dos túmulos do Convento de São Francisco de Beja ou Capela dos Freires